# Chief Baron of the Exchequer

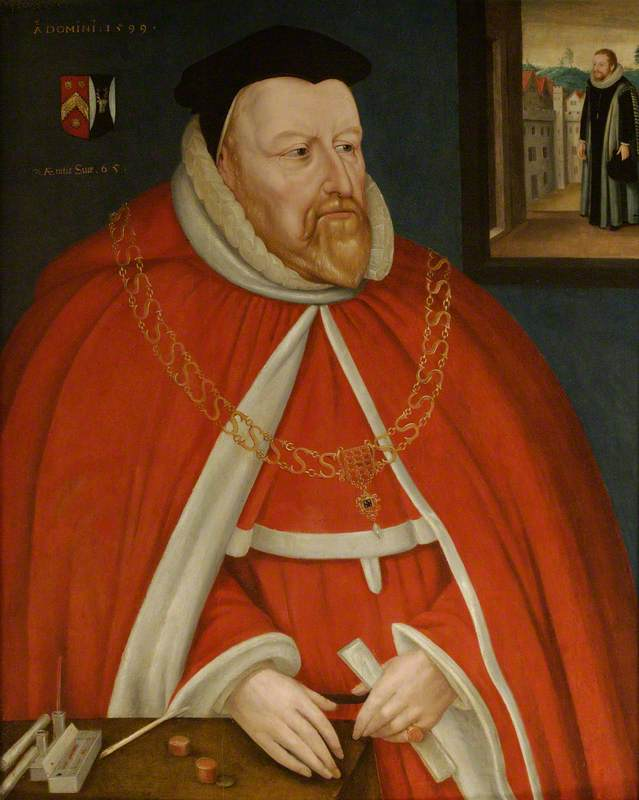
Sir William Peyram (1534-1604), Chief Barons of the Exchequer.

En droit de l'Angleterre, le Chief Baron of the Exchequer fut le premier « baron »  (c'est-à-dire juge) de l’Exchequer of pleas (« cour de l'Échiquier »), parmi les barons de l'Échiquier. 
« En l'absence du trésorier de l'Échiquier ou Premier Lord du Trésor, et du chancelier de l'Échiquier, il était celui qui présidait à l’equity court et répondait à la barre c'est-à-dire parlait pour la cour, ». Dans la pratique, il tenait la plus haute position à l’Exchequer of pleas.

### Traductions de
1. ↑  (en) « In the absence of both the Treasurer of the Exchequer or First Lord of the Treasury, and the Chancellor of the Exchequer, it was he who presided in the equity court and answered the bar i.e. spoke for the court »